# Autoroute A-12 (Espagne)
L'autoroute A-12 appelé Autovia Del Camino De Santiago car elle suit le chemin du  Pèlerinage de Saint-Jacques-de-Compostelle. Elle permet de relier Pampelune à Léon en desservant Logroño et Burgos.
L'autoroute suit la N-111 de Pampelune à Logroño (la traversée de Logroño se fait par la rocade LO-20) et poursuit la N-120 jusqu'à Burgos.
La section entre Pampelune est Logroño a été inauguré il y a 3 ans[Quand ?] alors que la section entre Logroño et Burgos est encore en construction.
L'autoroute devient une des autoroutes autonomes de Castille et Léon à partir de Burgos et jusqu'à Léon sous le nom de A-231.

## Tracé
- l'A-12 débute au sud de Pampelune (PA-30/A-15) en suivant le tracé de la N-111.
- Elle poursuit son chemin vers l'ouest où elle dessert la ville de Logroño dans la communauté autonome de La Rioja.
- Elle traverse la ville par le sud sous le nom de LO-20 (rocade sud de Logroño) et reprend son nom A-12 après la traversée en croisant l'AP-68 (Saragosse - Bilbao)
- L'autoroute s'arrête provisoirement à hauteur de Nàjera où la N-120 reprend place pendant sa conversion en autovia jusqu'à Burgos.
- 75 km plus loin, l'A-12 va arriver à Burgos par l'est en se connectant à la BU-30 (Rocade de Burgos) qui va traverser la ville par le sud d'est en ouest jusqu'à Villacienzo.
- À partir de là se déconnecte la voie rapide autonome de Castille et Léon A-231 (Burgos - Léon) qui prend le relais jusqu'à cette dernière.

## Sorties
De Pampelune à Viana
| Sorties | Villes                                                                                             |        |
| ------- | -------------------------------------------------------------------------------------------------- | ------ |
|         | Saint-Sébastien - Vitoria-Gasteiz AP-15 Tudela - Saragosse AP-15 Pampelune Ouest PA-30 - Jaca A-21 | A-15   |
| 01      | Cizur                                                                                              |        |
| 02      | Fresno de la Ribera - Matilla la Seca                                                              |        |
| 03      | Uterga - Legarda                                                                                   |        |
| 04      | Puente la Reina - Obanos                                                                           | NA-601 |
| 05      | Puente la Reina                                                                                    |        |
| 06      | Mañeru                                                                                             |        |
| 10      | Cirauqui                                                                                           |        |
| 11      | Alloz                                                                                              |        |
| 12      | Lorca-Lácar                                                                                        |        |
| 13      | Villatuerta                                                                                        |        |
| 14      | Estella - Tafalla                                                                                  | NA-132 |
| 15      | Estella - Calahorra                                                                                | NA-122 |
| 16      | Estella - Irache                                                                                   |        |
| 17      | Azqueta                                                                                            |        |
| 18      | Villamayor de Monjardín - Luquin                                                                   | N-111  |
| 19      | Luquin - Los Arcos                                                                                 | N-111  |
| 20      | Los Arcos - Sesme - Lodosa                                                                         | NA-129 |
| 21      | Lazagurría - Armañanzas                                                                            |        |
|         | Logroño Nord Logroño Est A-13 Logroño Sud LO-20                                                    | NA-134 |

-
De Logroño à Hormilla
| Sorties         | Villes                                                 |               |
| --------------- | ------------------------------------------------------ | ------------- |
|                 | Logroño - Pampelune                                    | LO-20         |
| 22              | Logroño Ouest - Logroño-Avenida de Burgos              | LR-541        |
| Aire de service |                                                        |               |
|                 | Fuenmayor - Miranda de Ebro                            |               |
| 23              | Navarrete Nord Miranda de Ebro - Bilbao                | LR-131 AP-68  |
| 24              | Navarrete Ouest                                        | N-120         |
| 25              | Ventosa                                                |               |
| 26              | Nájera Est Alesón - Huércanos                          | LR-136 LR-427 |
| 27              | Nájera Nord - Uruñuela                                 | LR-113        |
| 28              | Nájera Ouest - Hormilla                                | N-120         |
|                 | Burgos                                                 | N-120         |
|                 | Section en construction et en projet Hormilla - Burgos | A-12          |